# Assamia
Assamia is een geslacht van hooiwagens uit de familie Assamiidae.
De wetenschappelijke naam Assamia is voor het eerst geldig gepubliceerd door Sørensen in 1884. 

## Soorten
Assamia omvat de volgende 6 soorten:
- Assamia aborensis
- Assamia bituberculata
- Assamia gravelyi
- Assamia pectinata
- Assamia rufa
- Assamia westermanni